# Yoshito Ōkubo
Yoshito Ōkubo (大久保 嘉人?, Ōkubo Yoshito; Kanda, 9 giugno 1982) è un ex calciatore giapponese, di ruolo attaccante.
Il 19 agosto 2018, nella partita di campionato contro il Kashiwa Reysol, ha segnato la sua 200ª rete nella J League (J1 League e J2 League).
Ha preso parte sia della nazionale giapponese U-19, sia della nazionale giapponese U-23, sia della nazionale giapponese maggiore, di cui, in quest'ultima, ha collezionato sessanta presenze e sei reti fino al 2014. Sempre con la selezione maggiore ha partecipato  alla FIFA Confederations Cup 2003 svoltasi in Francia, ai Mondiali sudafricani nel 2010 e ai Mondiali brasiliani nel 2014.

## Biografia
Nato a Kanda, in una cittadina situata nella prefettura di Fukuoka, da una famiglia appassionata di baseball e pesca, quando era ancora molto giovane, assieme al padre guardava i video di Diego Armando Maradona e di Pelé. Dal 1º dicembre 2004 è sposato con Rie Hayashida, dalla quale ha avuto quattro figli tutti maschi: Aitō, Ryōkuji, Tōri e Shiyū.

## Caratteristiche tecniche
Di ruolo era schierato come punta centrale mobile, ma poteva giocare anche come seconda punta. Calciava di piede destro, sebbene fosse in grado di trovare la rete anche con il piede debole. Dotato di una buona potenza di tiro, era capace di trovare il gol sia dalla media distanza che sotto porta, e avendo sia senso della posizione oltre che un buon stacco aereo riusciva a segnare anche di testa nonostante la bassa statura. Calciando dal dischetto aveva un'ottima percentuale di successo, rendendolo un affidabile rigorista.

## Carriera

### Club

#### Cerezo Osaka e Maiorca
Il 9 gennaio 2001 si unisce al Cerezo Osaka, squadra di Osaka che militava nella J1 League, la massima divisione nipponica. Esordisce in campionato per la prima volta il 17 marzo, presso l'Urawa Komaba Stadium, l'ex stadio degli Urawa Reds, entrando al 79º minuto, con la partita che si conclude con un 2-2. Il primo gol con la maglia del Cerezo Osaka, invece, è giunto contro il Júbilo Iwata, in una partita del primo turno della Coppa J. League, pareggiata per 2-2 all'andata, non venendo però convocato in quella di ritorno persa per 2-1. Sempre contro il Júbilo Iwata, segnerà la sua prima rete in campionato nella sconfitta per 3-2. La squadra, come ultima in classifica, viene retrocessa nella seconda divisione, nel campionato della J2 League in cui firma diciotto reti mettendo a segno una doppietta in ben quattro partite: nel pareggio per 3-3 contro il Kawasaki Frontale, e nelle vittorie per 3-1 contro il Montedio Yamagata, per 2-1 contro il Sagan Tosu e per 3-0 contro il Shonan Bellmare. Ottenuto il secondo posto in classifica il Cerezo Osaka si guadagna la promozione in prima divisione. Segnerà per la prima volta nella Coppa dell'Imperatore nel 2003 con il gol del 4-1 nella vittoria contro l'ALO's Hokuriku, invece nel tempi supplementari segnerà la rete del 3-2 vincendo contro il Gamba Osaka, mentre nella semifinale segnerà la doppietta che permetterà di prevalere per 2-1 contro il Kashima Antlers ottenendo un posto in finale, perduta poi per 1-0 contro il Júbilo Iwata. Il 5 aprile 2003 segnerà la sua prima doppietta in J1 League nella vittoria ai danni del Shimizu S-Pulse per 5-4, e poco dopo il 26 aprile ne segna un'altra nella vittoria per 6-4 contro l'Urawa Red. Al termine del campionato del 2003, è giunto 5º nella classifica marcatori, con 16 reti, assieme a Tatsuhiko Kubo. Nel 2003 ha vinto anche l'Asian Young Footballer of the Year.
Dal 2005 al 2006 viene ceduto il prestito alla squadra spagnola del Maiorca giocando in Liga facendo il suo esordio contro il Deportivo segnando il gol del pareggio nella partita che si concluderà per 2-2. È autore di una rete nella vittoria per 4-3 contro l'Athletic Bilbao, inoltre segnerà il gol del 1-1 nel pareggio contro il Siviglia. Conclusa la sua esperienza in Spagna, torna in Giappone con il Cerezo Osaka giocando con la squadra per un'altra stagione.

#### Vissel Kobe e Wolfsburg
Nel 2007 viene acquistato dal Vissel Kobe, segnando per la prima volta con la maglia della squadra nel campionato giapponese, con una doppietta nella vittoria per 4-1 contro lo Yokohama F. Marinos di cui ha vestito la maglia fino al 3 gennaio 2009, data in cui la società giapponese ha annunciato il suo trasferimento al Wolfsburg, club della Fußball-Bundesliga. Nel periodo in cui ha militato nel Wolfsburg vincerà il campionato tedesco, sebbene non sia mai andato a rete, avendo comunque fatto un assist vincente con il quale il suo compagno di squadra Grafite segna la rete del 1-1 nel pareggio contro il Colonia. In seguito tornerà a giocare in Giappone nel Vissel Kobe, fino al 2012.

#### Kawasaki Frontale e FC Tokyo
A partire dal 2013 inizia a giocare per il Kawasaki Frontale dove, nella stagione 2013 della J1 League stabilirà il suo record con 26 reti in stagione segnando una doppietta in varie partite come quella vinta per 4-2 contro il Vegalta Sendai e il Kashima Antlers, prevalendo per 3-1 contro Kashiwa Reysol e il Ventforet Kofu, nella vittoria per 2-0 contro lo Shimizu S-Pulse e in quella per 2-1 contro l'Albirex Niigata, e nel pareggio per 2-2 contro il Cerezo Osaka. Nel 2017 gioca per FC Tokyo. Il 18 marzo segna la sua prima rete per la squadra, in campionato, con il gol del 3-0 contro il Kawasaki Frontale; in tutto segnerà nove reti con FC Tokyo prima di ritornare nel Kawasaki Frontale, giocando nella supercoppa giapponese e segnando una rete nella sconfitta per 3-2 contro il Cerezo Osaka. Il suo ultimo gol con il Kawasaki Frontale sarà nella partita di campionato nella rete del 4-1 vincendo contro il Kashima Antlers.

#### Júbilo Iwata e Tokyo Verdy
Inizierà a giocare per il Júbilo Iwata, segnando il suo primo gol per la squadra nel campionato giapponese con la rete del 2-0 nella vittoria contro il Kashiwa Reysol. Nell'edizione 2019 della J1 League la squadra retrocede come ultima classificata nella seconda divisione, Ōkubo giocherà nel Tokyo Verdy.

#### Ritorno al Cerezo Osaka
Nel 2021 torna a giocare per la squadra del Cerezo Osaka, siglando un gol nella partita di inizio stagione battendo per 2-0 il Kashiwa Reysol e segnerà poi una doppietta permettendo alla sua squadra di portarsi per ben due volte in vantaggio contro il Kawasaki Frontale, ma perdendo ugualmente per 3-2. Farà un altro gol nella vittoria per 4-1 contro lo Yokohama FC.

### Nazionale
Ha giocato con la Nazionale Under-23 del Giappone nel 2002 agli Asian Games vincendo l'argento, segnando una doppietta nella vittoria per 5-2 contro il Bahrein.
Ha esordito nella nazionale maggiore giapponese il 31 maggio 2003, in un'amichevole contro la Corea del Sud persa per 2-1 al National Stadium di Tokyo, sostituendo Takayuki Suzuki. Il 17 ottobre 2007 va a rete con la nazionale per la prima volta in gara internazionale durante la gara della Afro-Asian Cup of Nations contro l'Egitto allo Stadio Nagai di Ōsaka, segnando una doppietta vincendo per 4-1.
Nel 2004 ha fatto parte della rappresentativa Under-23 giapponese che ha partecipato al torneo di calcio ai Giochi della XXVIII Olimpiade, uscendo al primo turno dopo aver terminato al quarto posto dietro Paraguay, Italia e Ghana. Proprio contro il Ghana, Ōkubo segnerà la rete del 1-0 dando al Giappone l'unica vittoria nel torneo.
Segna una rete in una partita amichevole contro la Siria dove il Giappone vincerà per 3-1. Ha partecipato ai Mondiali in Sudafrica del 2010, scendendo in campo in tutte le quattro partite, fino all'eliminazione contro il Paraguay agli ottavi di finale.
Giocherà in un'amichevole contro lo Zambia segnando il gol del 4-3 che consegnerà al Giappone la vittoria. Viene convocato da Alberto Zaccheroni ai Mondiali brasiliani del 2014 e anche lì disputa tutte le partite.

## Statistiche

### Cronologia presenze e reti in nazionale
| Cronologia completa delle presenze e delle reti in nazionale ― Giappone | Cronologia completa delle presenze e delle reti in nazionale ― Giappone | Cronologia completa delle presenze e delle reti in nazionale ― Giappone | Cronologia completa delle presenze e delle reti in nazionale ― Giappone | Cronologia completa delle presenze e delle reti in nazionale ― Giappone | Cronologia completa delle presenze e delle reti in nazionale ― Giappone | Cronologia completa delle presenze e delle reti in nazionale ― Giappone | Cronologia completa delle presenze e delle reti in nazionale ― Giappone |
| Data                                                                    | Città                                                                   | In casa                                                                 | Risultato                                                               | Ospiti                                                                  | Competizione                                                            | Reti                                                                    | Note                                                                    |
| ----------------------------------------------------------------------- | ----------------------------------------------------------------------- | ----------------------------------------------------------------------- | ----------------------------------------------------------------------- | ----------------------------------------------------------------------- | ----------------------------------------------------------------------- | ----------------------------------------------------------------------- | ----------------------------------------------------------------------- |
| 31-5-2003                                                               | Tokyo                                                                   | Giappone                                                                | 0 – 1                                                                   | Corea del Sud                                                           | Amichevole                                                              | -                                                                       | 65’                                                                     |
| 8-6-2003                                                                | Ōsaka                                                                   | Giappone                                                                | 1 – 4                                                                   | Argentina                                                               | Amichevole                                                              | -                                                                       | 46’                                                                     |
| 11-6-2003                                                               | Saitama                                                                 | Giappone                                                                | 0 – 0                                                                   | Paraguay                                                                | Amichevole                                                              | -                                                                       |                                                                         |
| 18-6-2003                                                               | Saint-Denis                                                             | Nuova Zelanda                                                           | 0 – 3                                                                   | Giappone                                                                | Conf. Cup 2003 - 1º turno                                               | -                                                                       |                                                                         |
| 20-6-2003                                                               | Saint-Étienne                                                           | Francia                                                                 | 2 – 1                                                                   | Giappone                                                                | Conf. Cup 2003 - 1º turno                                               | -                                                                       | 33’                                                                     |
| 22-6-2003                                                               | Saint-Étienne                                                           | Giappone                                                                | 0 – 1                                                                   | Colombia                                                                | Conf. Cup 2003 - 1º turno                                               | -                                                                       | 67’                                                                     |
| 20-8-2003                                                               | Tokyo                                                                   | Giappone                                                                | 3 – 0                                                                   | Nigeria                                                                 | Amichevole                                                              | -                                                                       | 68’                                                                     |
| 10-9-2003                                                               | Niigata                                                                 | Giappone                                                                | 0 – 1                                                                   | Senegal                                                                 | Amichevole                                                              | -                                                                       | 64’                                                                     |
| 8-10-2003                                                               | Tunisi                                                                  | Tunisia                                                                 | 1 – 0                                                                   | Giappone                                                                | Amichevole                                                              | -                                                                       | 89’                                                                     |
| 11-10-2003                                                              | Bucarest                                                                | Romania                                                                 | 1 – 1                                                                   | Giappone                                                                | Amichevole                                                              | -                                                                       | 76’                                                                     |
| 19-11-2003                                                              | Oita                                                                    | Giappone                                                                | 0 – 0                                                                   | Camerun                                                                 | Amichevole                                                              | -                                                                       | 69’                                                                     |
| 4-12-2003                                                               | Tokyo                                                                   | Giappone                                                                | 2 – 0                                                                   | Cina                                                                    | Coppa dell'Asia orientale 2003                                          | -                                                                       | 77’                                                                     |
| 7-12-2003                                                               | Saitama                                                                 | Giappone                                                                | 1 – 0                                                                   | Hong Kong                                                               | Coppa dell'Asia orientale 2003                                          | -                                                                       |                                                                         |
| 10-12-2003                                                              | Yokohama                                                                | Giappone                                                                | 0 – 0                                                                   | Corea del Sud                                                           | Coppa dell'Asia orientale 2003                                          | -                                                                       | 18’                                                                     |
| 12-2-2004                                                               | Tokyo                                                                   | Giappone                                                                | 2 – 0                                                                   | Iraq                                                                    | Amichevole                                                              | -                                                                       | 79’                                                                     |
| 17-11-2004                                                              | Saitama                                                                 | Giappone                                                                | 1 – 0                                                                   | Singapore                                                               | Qual. Mondiali 2006                                                     | -                                                                       | 59’                                                                     |
| 16-12-2004                                                              | Yokohama                                                                | Giappone                                                                | 0 – 3                                                                   | Germania                                                                | Amichevole                                                              | -                                                                       | 70’                                                                     |
| 8-10-2005                                                               | Riga                                                                    | Lettonia                                                                | 2 – 2                                                                   | Giappone                                                                | Amichevole                                                              | -                                                                       | 65’ 88’                                                                 |
| 12-10-2005                                                              | Kiev                                                                    | Ucraina                                                                 | 1 – 0                                                                   | Giappone                                                                | Amichevole                                                              | -                                                                       | 89’                                                                     |
| 22-8-2007                                                               | Oita                                                                    | Giappone                                                                | 2 – 0                                                                   | Camerun                                                                 | Amichevole                                                              | -                                                                       | 50’                                                                     |
| 17-10-2007                                                              | Osaka                                                                   | Giappone                                                                | 4 – 1                                                                   | Egitto                                                                  | AFC Challenge Cup                                                       | 2                                                                       |                                                                         |
| 26-1-2008                                                               | Tokyo                                                                   | Giappone                                                                | 2 – 0                                                                   | Cile                                                                    | Amichevole                                                              | -                                                                       | 62’                                                                     |
| 30-1-2008                                                               | Shizuoka                                                                | Giappone                                                                | 3 – 0                                                                   | Bosnia ed Erzegovina                                                    | Amichevole                                                              | -                                                                       | 88’                                                                     |
| 6-2-2008                                                                | Saitama                                                                 | Giappone                                                                | 4 – 1                                                                   | Thailandia                                                              | Qual. Mondiali 2010                                                     | 1                                                                       | 87’                                                                     |
| 26-3-2008                                                               | Manama                                                                  | Bahrein                                                                 | 1 – 0                                                                   | Giappone                                                                | Qual. Mondiali 2010                                                     | -                                                                       |                                                                         |
| 24-5-2008                                                               | Toyota                                                                  | Giappone                                                                | 1 – 0                                                                   | Costa d'Avorio                                                          | Amichevole                                                              | -                                                                       |                                                                         |
| 27-5-2008                                                               | Saitama                                                                 | Giappone                                                                | 0 – 0                                                                   | Paraguay                                                                | Amichevole                                                              | -                                                                       | 77’ 82’                                                                 |
| 2-6-2008                                                                | Yokohama                                                                | Giappone                                                                | 3 – 0                                                                   | Oman                                                                    | Qual. Mondiali 2010                                                     | 1                                                                       | 72’                                                                     |
| 7-6-2008                                                                | Mascate                                                                 | Oman                                                                    | 1 – 1                                                                   | Giappone                                                                | Qual. Mondiali 2010                                                     | -                                                                       | 74’                                                                     |
| 9-10-2008                                                               | Niigata                                                                 | Giappone                                                                | 1 – 1                                                                   | Emirati Arabi Uniti                                                     | Qual. Mondiali 2010                                                     | -                                                                       | 82’                                                                     |
| 15-10-2008                                                              | Saitama                                                                 | Giappone                                                                | 1 – 1                                                                   | Uzbekistan                                                              | Qual. Mondiali 2010                                                     | -                                                                       | 62’                                                                     |
| 13-11-2008                                                              | Kobe                                                                    | Giappone                                                                | 1 – 1                                                                   | Siria                                                                   | Qual. Mondiali 2010                                                     | 1                                                                       | 68’                                                                     |
| 19-11-2008                                                              | Doha                                                                    | Qatar                                                                   | 0 – 3                                                                   | Giappone                                                                | Qual. Mondiali 2010                                                     | -                                                                       | 86’                                                                     |
| 11-2-2009                                                               | Yokohama                                                                | Giappone                                                                | 0 – 0                                                                   | Australia                                                               | Qual. Mondiali 2010                                                     | -                                                                       | 57’                                                                     |
| 28-3-2009                                                               | Saitama                                                                 | Giappone                                                                | 1 – 0                                                                   | Bahrein                                                                 | Qual. Mondiali 2010                                                     | -                                                                       |                                                                         |
| 31-5-2009                                                               | Tokyo                                                                   | Giappone                                                                | 4 – 0                                                                   | Belgio                                                                  | Amichevole                                                              | -                                                                       |                                                                         |
| 6-6-2009                                                                | Tashkent                                                                | Uzbekistan                                                              | 0 – 1                                                                   | Giappone                                                                | Qual. Mondiali 2010                                                     | -                                                                       | 69’                                                                     |
| 8-10-2009                                                               | Shizuoka                                                                | Giappone                                                                | 6 – 0                                                                   | Hong Kong                                                               | Qual. Coppa d'Asia 2011                                                 | -                                                                       | 75’                                                                     |
| 10-10-2009                                                              | Yokohama                                                                | Giappone                                                                | 2 – 0                                                                   | Scozia                                                                  | Amichevole                                                              | -                                                                       | 65’                                                                     |
| 14-10-2009                                                              | Rifu                                                                    | Giappone                                                                | 5 – 0                                                                   | Togo                                                                    | Amichevole                                                              | -                                                                       | 46’ 64’                                                                 |
| 14-11-2009                                                              | Port Elizabeth                                                          | Sudafrica                                                               | 0 – 0                                                                   | Giappone                                                                | Amichevole                                                              | -                                                                       | 71’                                                                     |
| 18-11-2009                                                              | Hong Kong                                                               | Hong Kong                                                               | 0 – 4                                                                   | Giappone                                                                | Qual. Coppa d'Asia 2011                                                 | -                                                                       | 60’                                                                     |
| 2-2-2010                                                                | Oita                                                                    | Giappone                                                                | 0 – 0                                                                   | Venezuela                                                               | Kirin Cup                                                               | -                                                                       | 84’                                                                     |
| 6-2-2010                                                                | Tokyo                                                                   | Giappone                                                                | 0 – 0                                                                   | Cina                                                                    | Coppa dell'Asia orientale 2010                                          | -                                                                       | 85’                                                                     |
| 11-2-2010                                                               | Tokyo                                                                   | Giappone                                                                | 3 – 0                                                                   | Hong Kong                                                               | Coppa dell'Asia orientale 2010                                          | -                                                                       | 44’ 76’                                                                 |
| 14-2-2010                                                               | Tokyo                                                                   | Giappone                                                                | 1 – 3                                                                   | Corea del Sud                                                           | Coppa dell'Asia orientale 2010                                          | -                                                                       | 26’                                                                     |
| 24-5-2010                                                               | Saitama                                                                 | Giappone                                                                | 0 – 2                                                                   | Corea del Sud                                                           | Amichevole                                                              | -                                                                       | 87’                                                                     |
| 30-5-2010                                                               | Graz                                                                    | Giappone                                                                | 1 – 2                                                                   | Inghilterra                                                             | Amichevole                                                              | -                                                                       | 71’                                                                     |
| 4-6-2010                                                                | Sion                                                                    | Giappone                                                                | 0 – 2                                                                   | Costa d'Avorio                                                          | Amichevole                                                              | -                                                                       | 65’                                                                     |
| 14-6-2010                                                               | Bloemfontein                                                            | Giappone                                                                | 1 – 0                                                                   | Camerun                                                                 | Mondiali 2010 - 1º turno                                                | -                                                                       | 82’                                                                     |
| 19-6-2010                                                               | Durban                                                                  | Paesi Bassi                                                             | 1 – 0                                                                   | Giappone                                                                | Mondiali 2010 - 1º turno                                                | -                                                                       | 77’                                                                     |
| 24-6-2010                                                               | Rustenburg                                                              | Danimarca                                                               | 1 – 3                                                                   | Giappone                                                                | Mondiali 2010 - 1º turno                                                | -                                                                       | 88’                                                                     |
| 29-6-2010                                                               | Pretoria                                                                | Paraguay                                                                | 0 – 0 dts (5-3 dtr)                                                     | Giappone                                                                | Mondiali 2010 - Ottavi                                                  | -                                                                       | 106’                                                                    |
| 24-2-2012                                                               | Osaka                                                                   | Giappone                                                                | 3 – 1                                                                   | Islanda                                                                 | Amichevole                                                              | -                                                                       | 19’ 46’                                                                 |
| 27-5-2014                                                               | Saitama                                                                 | Giappone                                                                | 1 – 0                                                                   | Cipro                                                                   | Amichevole                                                              | -                                                                       | 58’                                                                     |
| 2-6-2014                                                                | Tampa                                                                   | Costa Rica                                                              | 1 – 3                                                                   | Giappone                                                                | Amichevole                                                              | -                                                                       | 46’                                                                     |
| 6-6-2014                                                                | Tampa                                                                   | Giappone                                                                | 4 – 3                                                                   | Zambia                                                                  | Amichevole                                                              | 1                                                                       | 46’ 72’                                                                 |
| 14-6-2014                                                               | Recife                                                                  | Costa d'Avorio                                                          | 2 – 1                                                                   | Giappone                                                                | Mondiali 2014 - 1º turno                                                | -                                                                       | 67’                                                                     |
| 19-6-2014                                                               | Natal                                                                   | Giappone                                                                | 0 – 0                                                                   | Grecia                                                                  | Mondiali 2014 - 1º turno                                                | -                                                                       |                                                                         |
| 24-6-2014                                                               | Cuiabá                                                                  | Giappone                                                                | 1 – 4                                                                   | Colombia                                                                | Mondiali 2014 - 1º turno                                                | -                                                                       |                                                                         |
| Totale                                                                  |                                                                         | Presenze                                                                | 60                                                                      |                                                                         | Reti                                                                    | 6                                                                       |                                                                         |

| Cronologia completa delle presenze e delle reti in nazionale ― Giappone Olimpica | Cronologia completa delle presenze e delle reti in nazionale ― Giappone Olimpica | Cronologia completa delle presenze e delle reti in nazionale ― Giappone Olimpica | Cronologia completa delle presenze e delle reti in nazionale ― Giappone Olimpica | Cronologia completa delle presenze e delle reti in nazionale ― Giappone Olimpica | Cronologia completa delle presenze e delle reti in nazionale ― Giappone Olimpica | Cronologia completa delle presenze e delle reti in nazionale ― Giappone Olimpica | Cronologia completa delle presenze e delle reti in nazionale ― Giappone Olimpica |
| Data                                                                             | Città                                                                            | In casa                                                                          | Risultato                                                                        | Ospiti                                                                           | Competizione                                                                     | Reti                                                                             | Note                                                                             |
| -------------------------------------------------------------------------------- | -------------------------------------------------------------------------------- | -------------------------------------------------------------------------------- | -------------------------------------------------------------------------------- | -------------------------------------------------------------------------------- | -------------------------------------------------------------------------------- | -------------------------------------------------------------------------------- | -------------------------------------------------------------------------------- |
| 12-8-2004                                                                        | Salonicco                                                                        | Paraguay                                                                         | 4 – 3                                                                            | Giappone                                                                         | Olimpiadi 2004 - 1º turno                                                        | 1                                                                                |                                                                                  |
| 15-8-2004                                                                        | Volos                                                                            | Giappone                                                                         | 2 – 3                                                                            | Italia                                                                           | Olimpiadi 2004 - 1º turno                                                        | -                                                                                | 90+1’                                                                            |
| 18-8-2004                                                                        | Volos                                                                            | Giappone                                                                         | 1 – 0                                                                            | Ghana                                                                            | Olimpiadi 2004 - 1º turno                                                        | 1                                                                                | 82’                                                                              |
| Totale                                                                           |                                                                                  | Presenze                                                                         | 3                                                                                |                                                                                  | Reti                                                                             | 2                                                                                |                                                                                  |

## Palmarès

### Club
- Campionato tedesco: 1

Wolfsburg: 2008-2009

### Nazionale
- Giochi asiatici: 1

2002
- Kirin Cup: 2

2008, 2009

### Individuale
- Capocannoniere del campionato giapponese: 3

2013 (26 gol), 2014 (18 gol), 2015 (23 gol)
- Squadra del campionato giapponese: 3

2013, 2014, 2015